# Pablo Magnín
Pablo Daniel Magnín (San Jerónimo Norte, 25 aprile 1990) è un calciatore argentino, attaccante del Sarmiento (J).

## Caratteristiche tecniche
È un centrocampista centrale.

## Carriera
È cresciuto nelle giovanili dell'Unión (SF), con cui ha esordito in prima squadra il 9 marzo 2010 in occasione del match perso 2-1 contro il Platense.

## Statistiche

### Presenze e reti nei club
Statistiche aggiornate al 23 marzo 2018.
| Stagione         | Squadra              | Campionato       | Campionato | Campionato | Coppe nazionali | Coppe nazionali | Coppe nazionali | Coppe continentali | Coppe continentali | Coppe continentali | Altre coppe | Altre coppe | Altre coppe | Totale | Totale | Totale |
| Stagione         | Squadra              | Comp             | Pres       | Reti       | Comp            | Pres            | Reti            | Comp               | Pres               | Reti               | Comp        | Pres        | Reti        | Pres   | Reti   |        |
| ---------------- | -------------------- | ---------------- | ---------- | ---------- | --------------- | --------------- | --------------- | ------------------ | ------------------ | ------------------ | ----------- | ----------- | ----------- | ------ | ------ | ------ |
| 2009-2010        | Unión (SF)           | BN               | 1          | 0          | CA              | 0               | 0               |                    | -                  | -                  |             | -           | -           | 1      | 0      |        |
| 2010-2011        | Unión (SF)           | BN               | 2          | 0          | CA              | 0               | 0               |                    | -                  | -                  |             | -           | -           | 2      | 0      |        |
| 2011-2012        | Unión (SF)           | PD               | 17         | 2          | CA              | 1               | 0               |                    | -                  | -                  |             | -           | -           | 18     | 2      |        |
| 2012-2013        | Unión (SF)           | PD               | 26         | 3          | CA              | 1               | 0               |                    | -                  | -                  |             | -           | -           | 27     | 3      |        |
| 2013-2014        | Unión (SF)           | BN               | 22         | 4          | CA              | 0               | 0               |                    | -                  | -                  |             | -           | -           | 22     | 4      |        |
| 2014             | Unión (SF)           | BN               | 0          | 0          |                 | -               | -               |                    | -                  | -                  |             | -           | -           | 0      | 0      |        |
| Totale Unión     | Totale Unión         | Totale Unión     | 68         | 9          |                 | 2               | 0               |                    | -                  | -                  |             | -           | -           | 70     | 9      |        |
| 2015             | Instituto (C)        | BN               | 38         | 10         | CA              | 2               | 1               |                    | -                  | -                  |             | -           | -           | 40     | 11     |        |
| gen.-giu. 2016   | San Luis de Quillota | PD               | 10         | 1          | CC              | 0               | 0               |                    | -                  | -                  |             | -           | -           | 10     | 1      |        |
| 2016-2017        | Instituto (C)        | BN               | 28         | 5          | CA              | 1               | 0               |                    | -                  | -                  |             | -           | -           | 29     | 5      |        |
| Totale Instituto | Totale Instituto     | Totale Instituto | 66         | 15         |                 | 3               | 1               |                    | -                  | -                  |             | -           | -           | 69     | 16     |        |
| 2017-2018        | San Martín (SJ)      | PD               | 12         | 0          | CA              | 0               | 0               |                    | -                  | -                  |             | -           | -           | 12     | 0      |        |
| Totale carriera  | Totale carriera      | Totale carriera  | 156        | 25         |                 | 5               | 1               |                    | -                  | -                  |             | -           | -           | 161    | 26     |        |

## Palmarès

### Club
- Primera B Nacional: 1

Tigre: 2021
- Campionato cileno: 1

Huachipato: 2023

### Individuale
- Capocannoniere della Primera B Nacional: 1

2021 (22 reti)